# 若林秀樹
若林 秀樹（わかばやし ひでき、1954年（昭和29年）4月1日 -）は、財団法人日本国際フォーラム常勤参与。日本の政治家。元参議院議員。2001年7月の第19回参議院議員通常選挙に民主党から初当選し、2007年7月まで1期務めた。

## 人物
1954年（昭和29年）4月1日東京都台東区に生まれる。早稲田中・高等学校を経て、1976年（昭和51年）早稲田大学商学部を卒業する。同年アメリカに留学し、1979年（昭和54年）ミシガン州立大学大学院農学部林学科修士課程を修了する。学位は農学修士。
帰国後の1980年（昭和55年）ヤマハに入社する。ヤマハでは東京池袋店、大阪支店に勤務する。1986年（昭和61年）ヤマハ労働組合の中央委員に選出され、同労組本部企画広報部長となる。1989年（平成元年）ヤマハ労組副委員長、1990年（平成2年）電機労連（後の電機連合）中央執行委員・労働協約対策部長を歴任する。
1992年（平成4年）労組からの外交官登用制度の対象者となり、同年9月外務省に入る。1993年（平成5年）駐アメリカ大使館に赴任し、同大使館経済班一等書記官となる。駐米大使館では、主に政府開発援助（ODA）などの経済協力や人種問題を担当する。1996年（平成8年）帰国し、電機総研副所長に就任する。
2001年（平成13年）7月第19回参議院議員通常選挙に民主党から比例区で立候補し、当選する。
参議院予算委員会委員、民主党経理局長、民主党国際局副局長、『次の内閣』財務副大臣、民主党税制調査会会長代理などを経て、2005年（平成17年）9月前原誠司代表の下で、民主党『次の内閣』の経済産業大臣に就任する。小沢一郎代表のもとでも留任し、2006年（平成18年）9月26日の役員改選まで務めた。
その後、参議院経済産業委員会委員、参議院政府開発援助等に関する特別委員会委員、参議院国際問題に関する調査会委員、民主党神奈川県連選挙対策委員長、世界銀行国会議員連盟事務局長、GLOBE Japan副会長、PGA日本委員会事務局次長、電機連合顧問。
参議院議員当選直後は経済産業問題を中心に取り組んでいたが、後には元外交官としての経験を生かして外交・安全保障問題、憲法問題、また年金問題など幅広い分野で活躍を見せるようになった。イラク戦争後のイラクや大地震直後のパキスタンを民主党を代表して訪問し、復興支援案のとりまとめを行っている。また、社会保険庁のいわゆる「消えた年金」問題や、「国民年金保険料免除」問題も国会で早くから取り上げていた。
労働組合の組織内候補であったが労働組合の枠を越えた幅広い活躍をしていた。2007年（平成19年）の第21回参議院議員通常選挙にも比例代表で立候補を予定しており、電機連合の組織内候補でということから当選がほぼ確実視されていたが、体調不良のため「仮に当選しても政治活動に支障を来たす」という理由で、自ら立候補を辞退した。
その後戦略国際問題研究所客員研究員を経て、現在は、財団法人日本国際フォーラム常勤参与。
2011年春、アムネスティ・インターナショナル日本事務局長に就任。
2024年4月29日の春の叙勲で旭日中綬章を受章した。

## 著書
- 「希望立国、ニッポン 15の突破口」(日本評論社)